# 나선신경절
나선신경절 (spiral ganglion) 또는 달팽이신경절 (cochlear ganglion)은 달팽이관의 원뿔형 중심 축인 달팽이축 (modiolus, 와우축)에 있는 신경 세포체 그룹이다. 이 양극성 뉴런은 코르티 기관의 털 세포에 신경을 분포시킨다. 그들은 전정와우 신경(CN VIII)의 분지인 달팽이관 신경으로서 그들의 축삭을 배쪽 달팽이 핵 (ventral cochlear nucleus, 복측와우핵) 및 등쪽 달팽이 핵 (dorsal cochlear nucleus, 배측와우핵)에 투사한다.

## 같이 보기
- 속귀신경
- 두극신경세포
- 달팽이축 (modiolus, 와우축)
- 털세포 (hair cell, 유모세포, 유모감각세포)
- 안뜰신경절